# 城陽市
城陽市（日语：／ Jōyō shi */?，發音：[dʑoːjoː ɕi]）是位於日本京都府南部的行政區劃，轄區東部為丘陵地，西部位於京都盆地，西側有木津川通過。「城陽」之名指的是位於山城國南部。

## 人口
| 城陽市人口分布圖 |                                               |  |
| 城陽市與日本全國年齡別人口分布比較圖 （2005年資料） | 城陽市的年齡、男女別人口分布圖 （2005年資料） |  |
| ■紫色是城陽市 ■綠色是全国 | ■藍色是男性 ■紅色是女性                       |  |
| 城陽市人口變化 \| 1970年 \| 35,658人 \| \| \| 1975年 \| 58,923人 \| \| \| 1980年 \| 74,350人 \| \| \| 1985年 \| 81,850人 \| \| \| 1990年 \| 84,770人 \| \| \| 1995年 \| 85,398人 \| \| \| 2000年 \| 84,346人 \| \| \| 2005年 \| 81,636人 \| \| \| 2010年 \| 80,037人 \| \| \| 2015年 \| 76,869人 \| \| \| 2020年 \| 74,607人 \| \| |                                               |  |
| 資料來源：日本總務省統計中心提供之人口普查數據 |                                               |  |
| 1970年 | 35,658人                                      |  |
| 1975年 | 58,923人                                      |  |
| 1980年 | 74,350人                                      |  |
| 1985年 | 81,850人                                      |  |
| 1990年 | 84,770人                                      |  |
| 1995年 | 85,398人                                      |  |
| 2000年 | 84,346人                                      |  |
| 2005年 | 81,636人                                      |  |
| 2010年 | 80,037人                                      |  |
| 2015年 | 76,869人                                      |  |
| 2020年 | 74,607人                                      |  |

## 历史
現在的城陽市範圍在江戶時代為皇室、公家、幕府的直屬領地，1868年江戶幕府結束後，新政府將此地區劃入新設立的京都裁判所，同年又改設立京都府管轄至今。在1889年實施町村制時，此地區分屬久世郡寺田村、久津川村、富野莊村、綴喜郡青谷村；1951年4月1日這四個村先是合併為城陽町，隸屬久世郡；後再於1972年5月3日升格改制為城陽市。

### 變遷表
| 1889年4月1日 | 1889年 - 1926年 | 1926年 - 1944年 | 1945年 - 1954年     | 1955年 - 1989年     | 1989年 - 现在       | 现在                |
| ------------ | --------------- | --------------- | ------------------- | ------------------- | ------------------- | ------------------- |
| 寺田村       | 寺田村          | 寺田村          | 1951年4月1日 城阳町 | 1972年5月5日 城阳市 | 1972年5月5日 城阳市 | 1972年5月5日 城阳市 |
| 久津川村     |                 |                 | 1951年4月1日 城阳町 | 1972年5月5日 城阳市 | 1972年5月5日 城阳市 | 1972年5月5日 城阳市 |
| 富野莊村     |                 |                 | 1951年4月1日 城阳町 | 1972年5月5日 城阳市 | 1972年5月5日 城阳市 | 1972年5月5日 城阳市 |
| 青谷村       |                 |                 | 1951年4月1日 城阳町 | 1972年5月5日 城阳市 | 1972年5月5日 城阳市 | 1972年5月5日 城阳市 |

## 交通
轄內聯外交通主要仰賴鐵路奈良線、京都線及國道24號。由於轄內公車路線幾乎都會駛往位於轄區北側600公尺外的大久保車站，因此大久保車站也成為轄內居民主要使用的轉乘車站。

### 鐵路
- 西日本旅客鐵道（JR西日本）
  - 奈良線：（←宇治市） - 城陽車站 - 長池車站 - 山城青谷車站 - （井手町→）

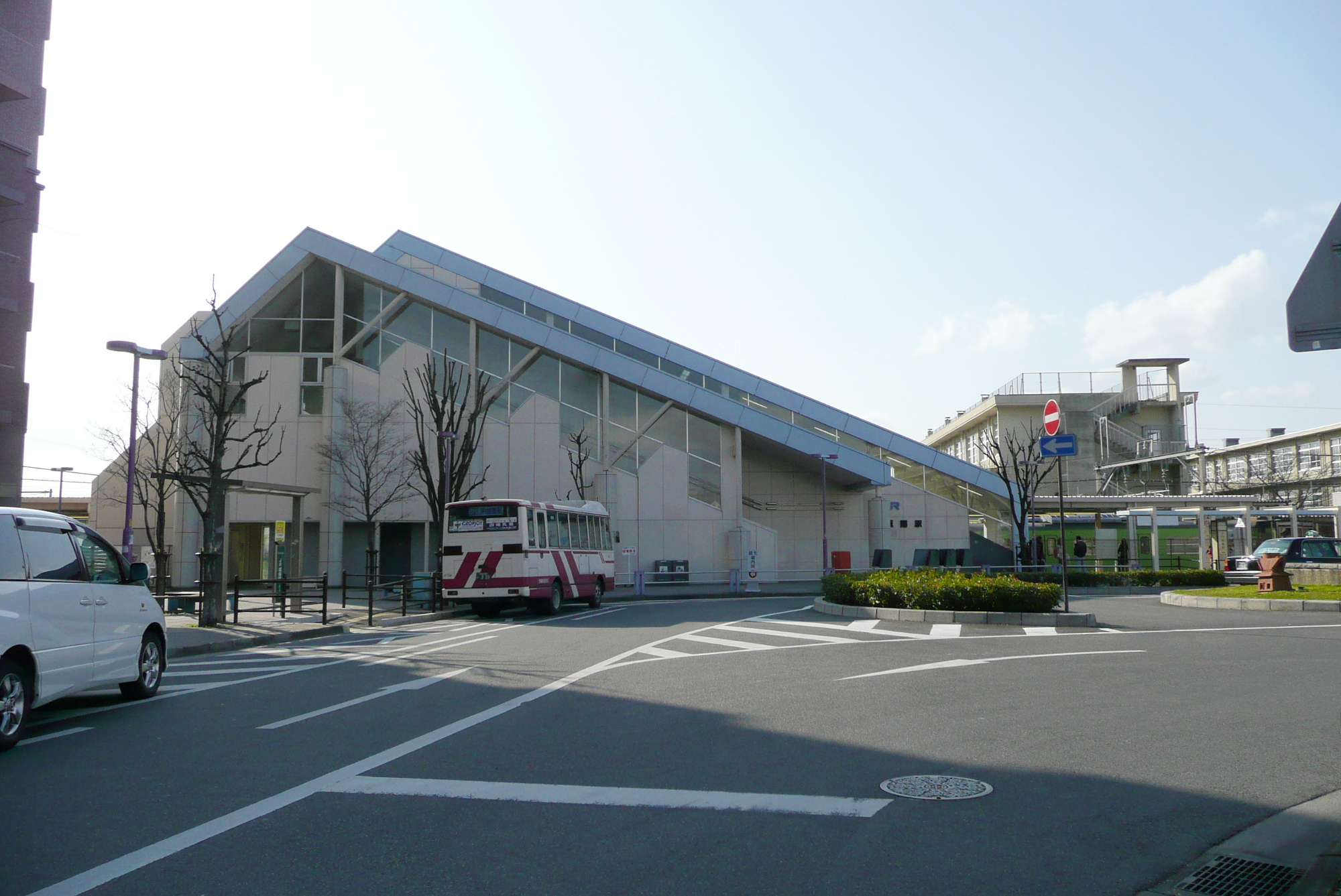
城陽車站
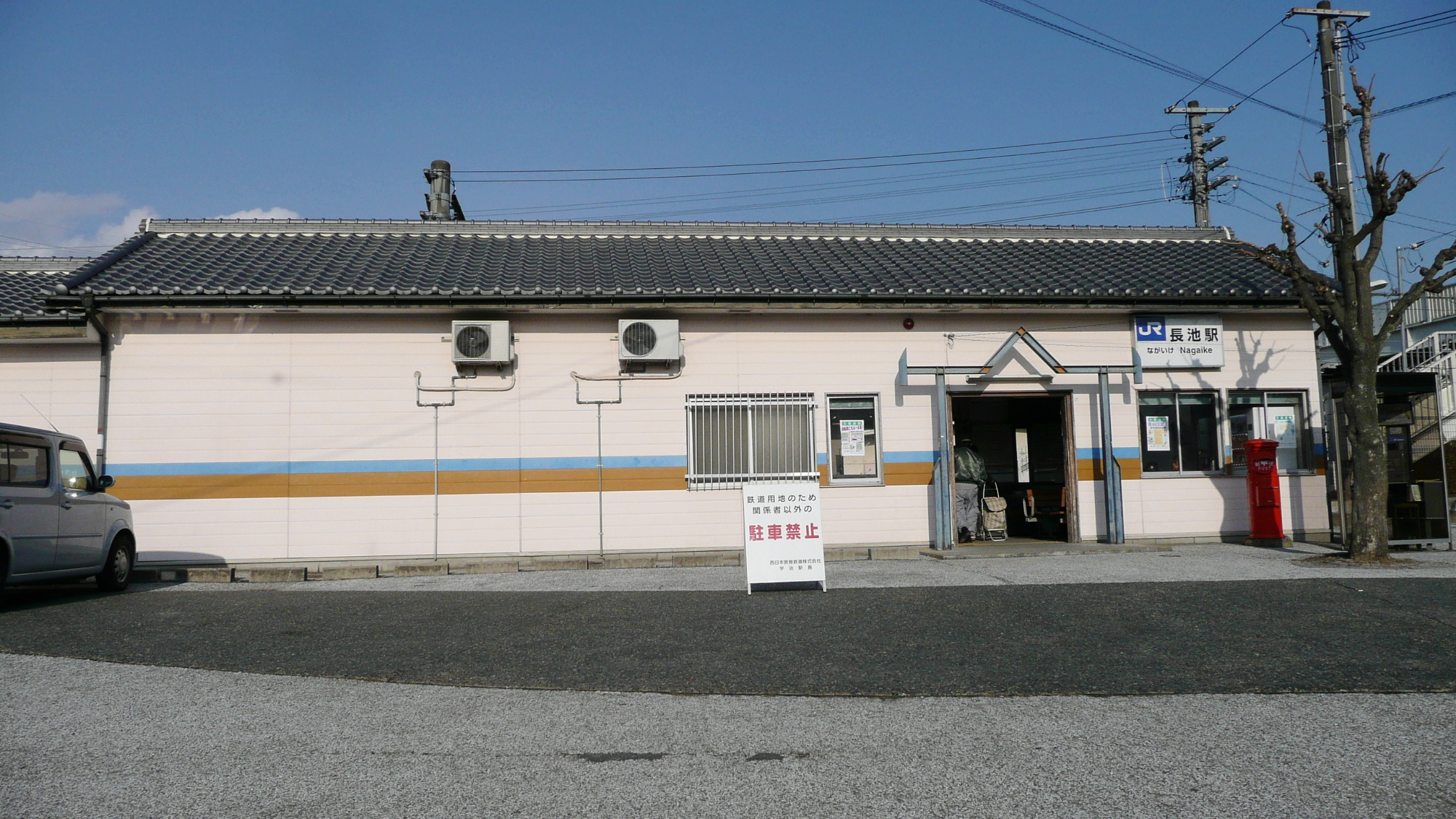
長池車站
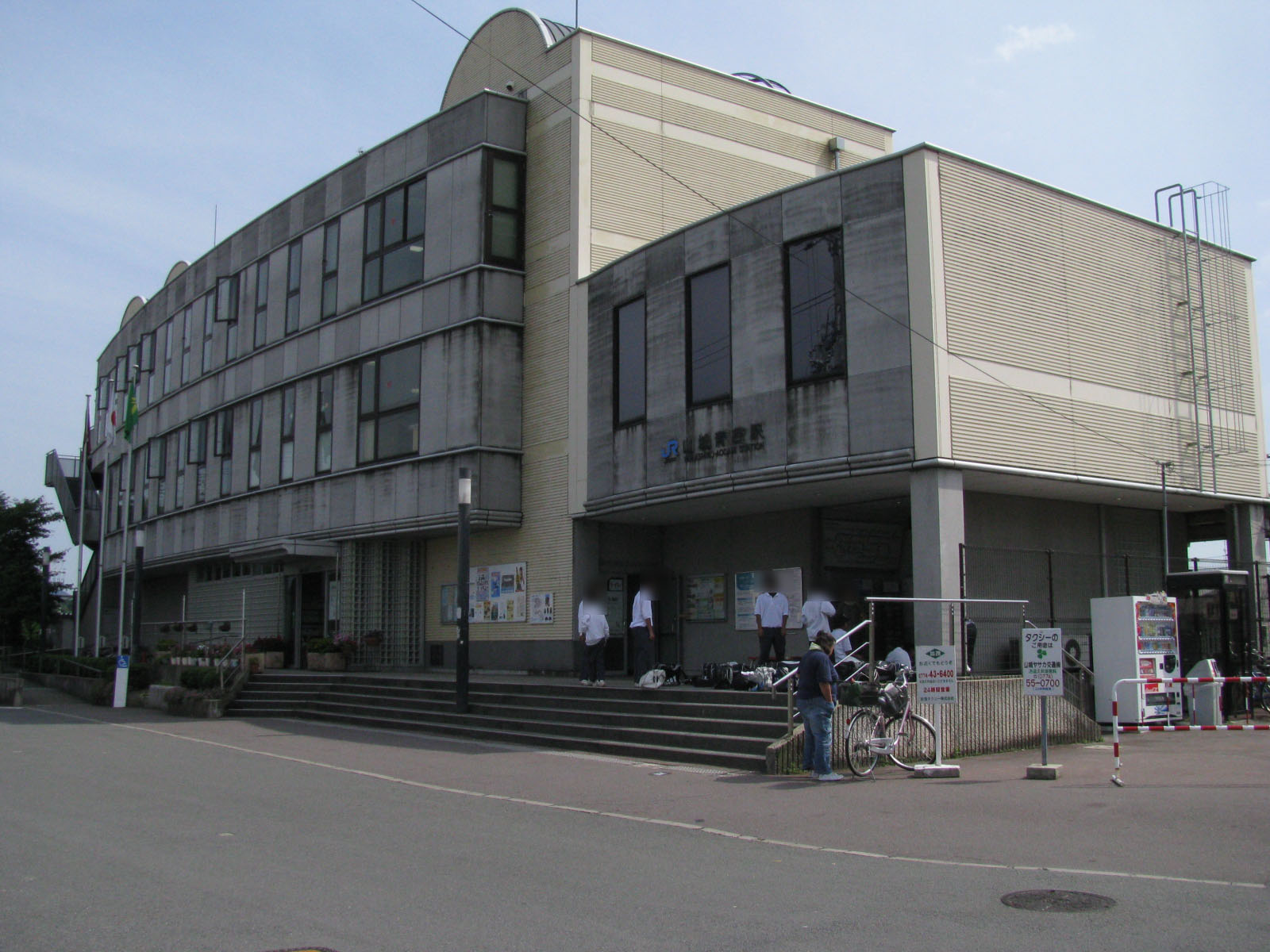
山城青谷車站

- 近畿日本鐵道（近鐵）
  - 京都線：（←宇治市） - 久津川車站 - 寺田車站 - 富野莊車站 - （京田邊市→）

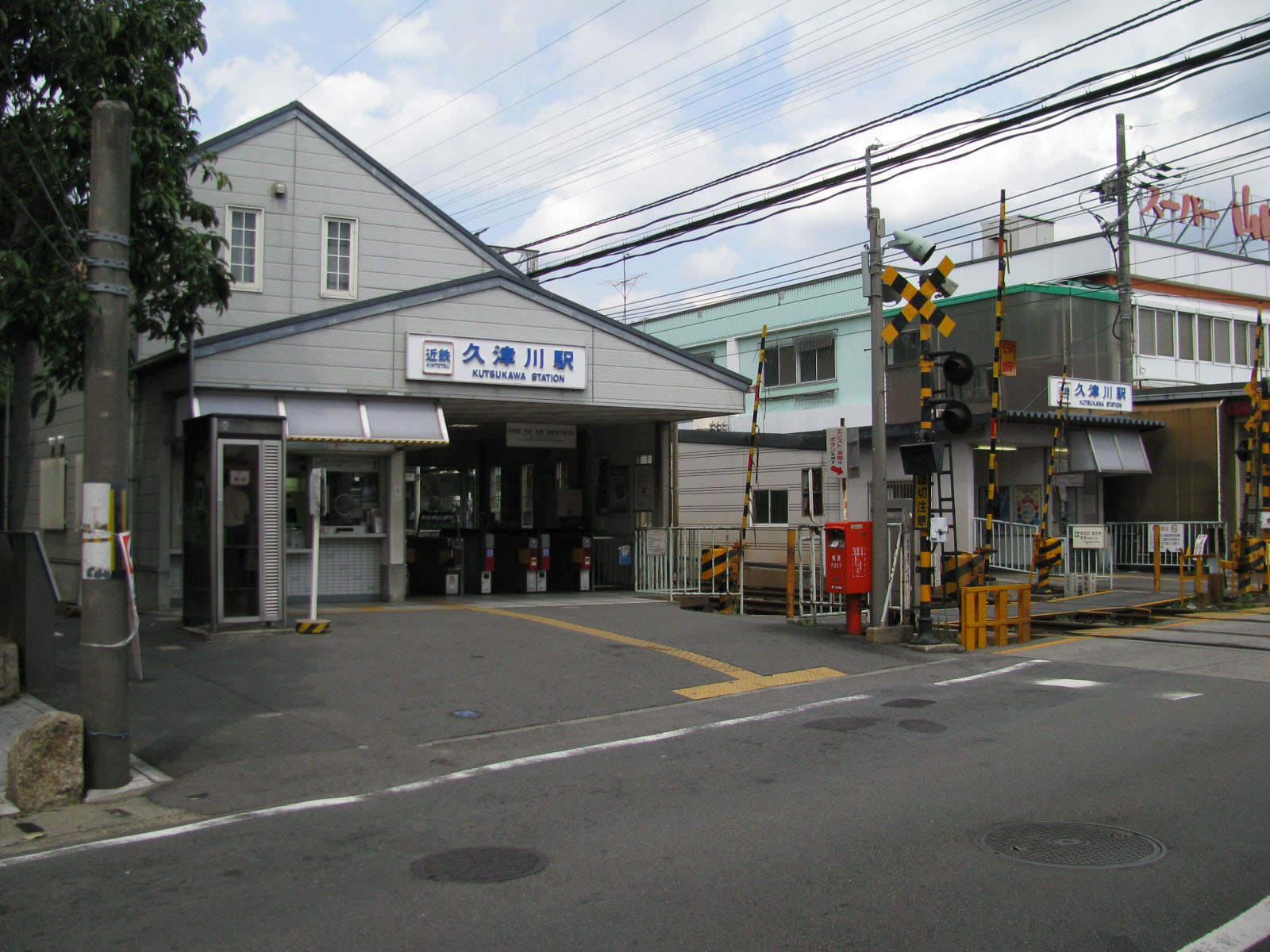
久津川車站
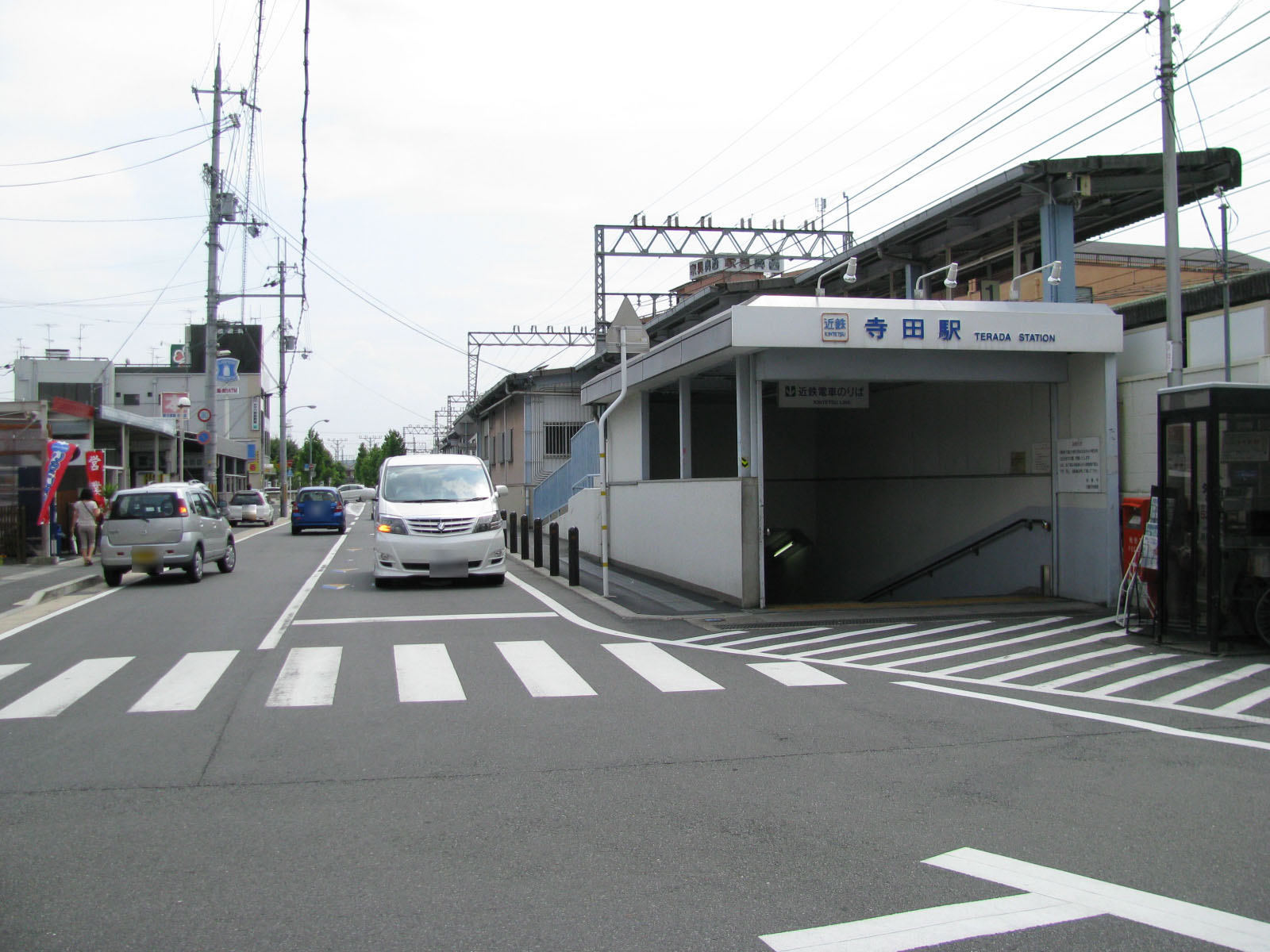
寺田車站
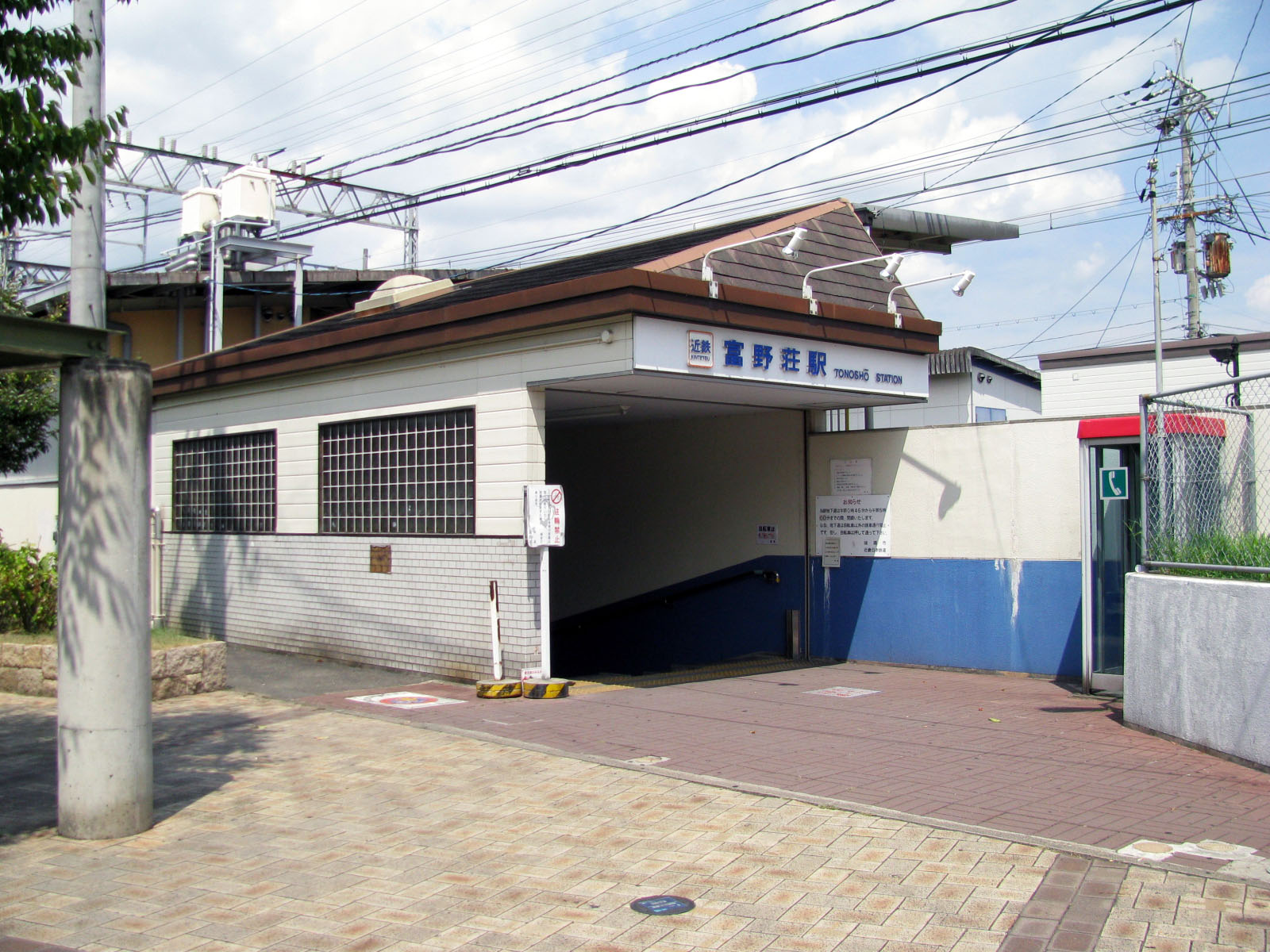
富野莊車站

### 公路
高速道路
- 新名神高速公路：城陽系統交流道/城陽交流道 - （八幡市）
- 京奈和自動車道：城陽系統交流道/城陽交流道 - （京田邊市）

一般國道
- 國道24號

## 本地出身之名人
- 玉山鐵二：演員
- 小谷里歩：女子偶像
- 內海哲也：職業棒球選手
- 森岡亮太：足球選手
- 大西麻惠：女演員
- 里內信夫：配音員
- 中道瞳：排球選手

## 外部連結
- （日語） 城陽市政府的Facebook專頁
- （日語） 城陽市政府的X（前Twitter）
- （日語） YouTube上的城陽市官方頻道頻道
- （日語） 城陽市觀光協會 （页面存档备份，存于）